# Porssjön (Alingsås socken, Västergötland)
Porssjön är en sjö i Alingsås kommun i Västergötland och ingår i Göta älvs huvudavrinningsområde.